# Храм Святителя Миколи Мірлікійського
Церква Святого Миколи Мірлікійського — діюча церква, знаходиться у селі Малоріченське (Ялтинський район, Автономна Республіка Крим), єдина церква-маяк на території України, найвища церква на території АР Крим.

## Історія
Церква побудованана на кошти російського підприємця-мецената, доктора економічних наук А.Лебедєва і його соратників. 
Будівництво церкви велося з 2004 по 2007 роки. 
Освячена церква 15 травня 2007 року блаженнійшим Володимиром.
Названий ім'ям покровителя моряків і мандрівників — Святого Миколая.

## Зовнішній вигляд
Проект церкви-маяка розробив київський художник-монументаліст Гайдамака Анатолій Васильович. 
Висота церкви становить 65 м, вона розташованана на 50-метровій скелі.
Церква, що нагадує за формою верхню частину великих військових кораблів з цокольними вікнами у вигляді ілюмінаторів є вічним символом єдності земного та небесного життя кожної людини.
Нависаючий над морем обрив на південь від церкви нагадує носову частину корабля.
У нижній частині розташований музей «Пам'яті загиблих на водах» та діюча церква.

## Світлини

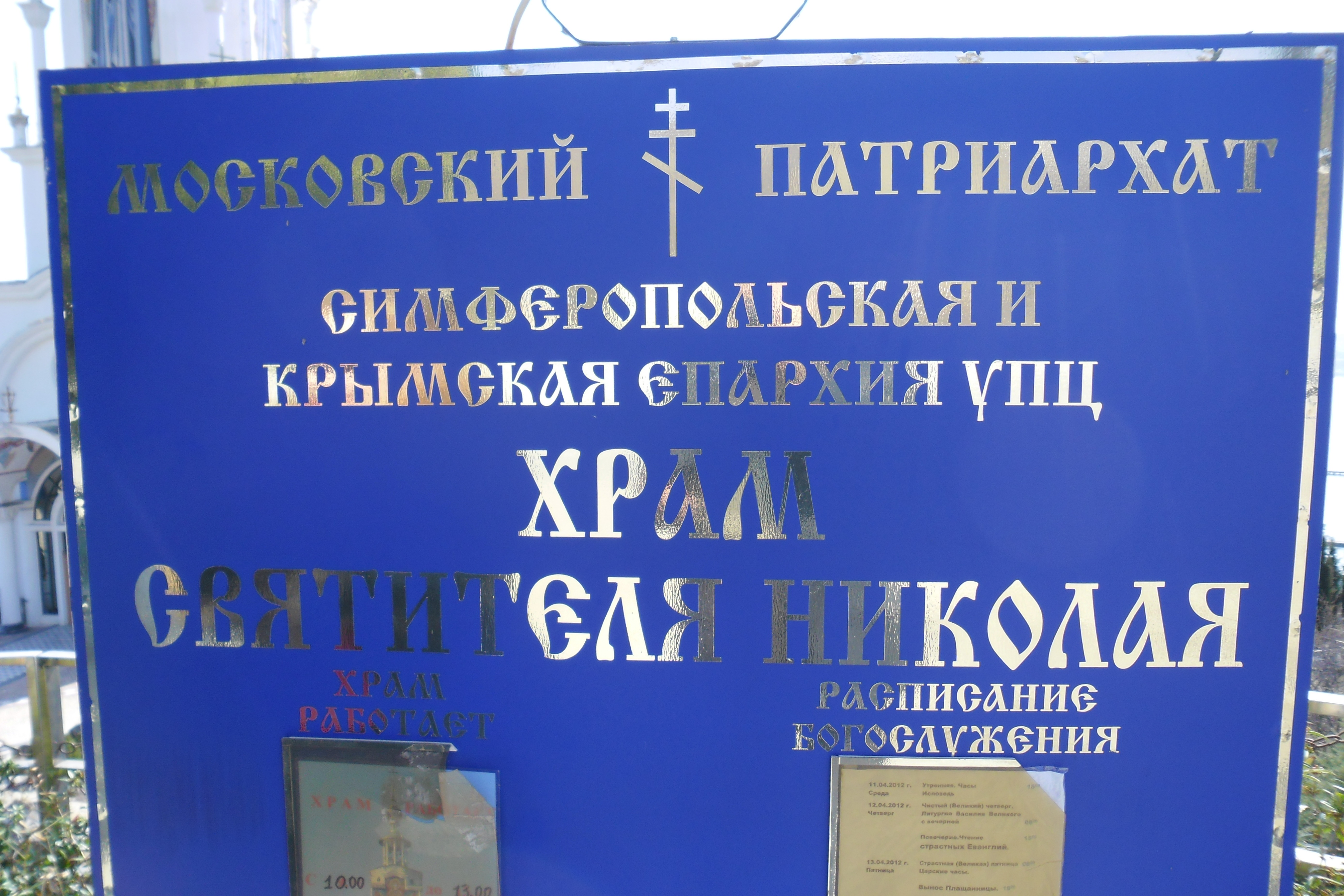

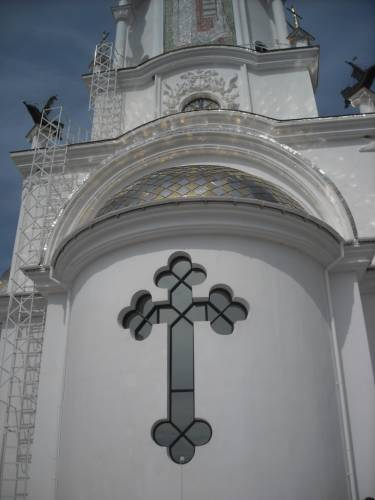
Апсида
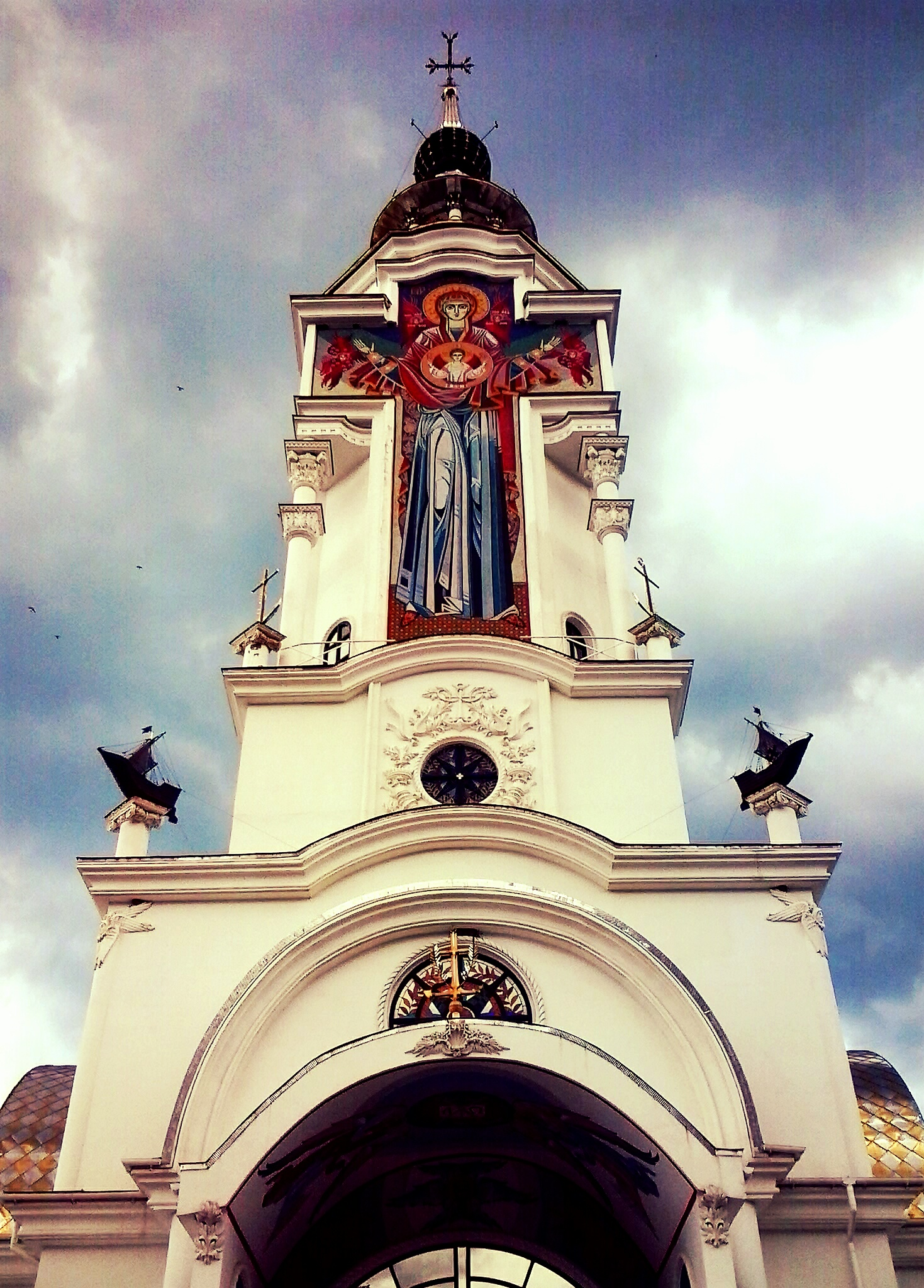
Склепіння церкви